# Emily Shearman
Emily Shearman (Palmerston North, 23 de fevereiro de 1999) é uma ciclista neozelandesa.

## Carreira
Shearman representou seu país nos Jogos da Commonwealth de 2022, ganhando uma medalha de prata na perseguição por equipes. Em 7 de agosto de 2024, ela ganhou uma medalha de prata na perseguição por equipes durante os Jogos Olímpicos de verão de 2024 com Ally Wollaston, Bryony Botha e Nicole Shields.
Ela ganhou medalhas de prata na perseguição por equipes no Campeonato Mundial Júnior de 2016 e 2017. Ela competiu na Copa do Mundo de 2019/2020 e no Campeonato da Oceania de 2019/2020, ganhando o ouro na perseguição por equipes. Ela ganhou prata na perseguição por equipes no Campeonato Mundial de 2023.